# Hypodermose

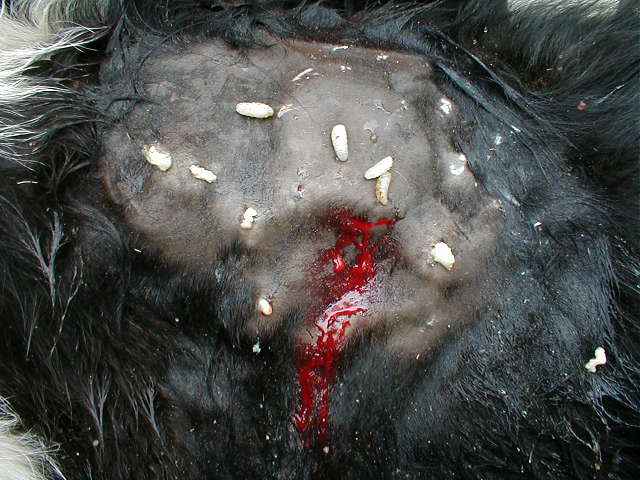
Schwerer Dasselbefall

Die Hypodermose, synonym: Dasselbefall, Dasselfliegenbefall, Dasselkrankheit oder Dasselbeulenkrankheit (engl. cattle grubs, heel flies oder warbles) ist eine Tierseuche. Sie wird durch die Hautdasselfliegen hervorgerufen und ist hauptsächlich eine Krankheit der Wiederkäuer, die nicht ausschließlich im Stall gehalten werden.

## Erreger
Die Hypodermose ist eine spezifische Form des Fliegenmadenbefalls (Myiasis), bei der die Larven (Fliegenmaden), vor allem im Bereich des Rückens, in der Unterhaut (hypodermal) oder in der Haut (dermal) monatelang parasitieren. 
Die Dasselfliegen haben eine starke Wirtsspezifität. Bei Rindern kommen die Große (Hypoderma bovis) und die Kleine Dasselfliege (Hypoderma lineatum) vor, Hypoderma diana ist spezifisch für das Reh, Hypoderma actaeon für den Rothirsch, Hypoderma tarandi für das Rentier. Dermatobia hominis befällt den Menschen, kommt aber nur in Südamerika vor.

## Klinisches Bild
Die Dasselfliegen legen im Frühsommer ihre Eier an die Haare im Bereich des Bauches und der Gliedmaßen. Die Larven schlüpfen innerhalb weniger Wochen, durchbohren die Haut und wandern in Richtung Zwerchfell. Nach etwa 4 bis 5 Monaten (im Dezember) erreichen sie ihren „Ruheplatz“. Dieser ist bei Hypoderma bovis der Wirbelkanal, wodurch vorübergehende Lähmungserscheinungen („Dassellähmung“) ausgelöst  werden können. Für Hypoderma lineatum ist der Ruheplatz die Schleimhaut der Speiseröhre, gelegentlich auch Mediastinum, Pleura oder Lunge, was sich in Verdauungsstörungen oder Lungenfell- bzw. Lungenentzündungen äußern kann.
Im Spätwinter oder Frühjahr wandern die Larven 2 und 3 in die Rückenhaut und verursachen eine etwa 3 cm große Hautschwellung, die als Dasselbeule bezeichnet wird und jeweils eine Larve enthält.  Die Larven schaffen sich eine Atemöffnung, so dass die Dasselbeulen ein zentral gelegenes Loch aufweisen. Im Frühjahr verlassen die Larven die Haut, fallen vom Tier ab und verpuppen sich am Erdboden. Nach zwei bis drei Monaten schlüpfen die adulten Dasselfliegen, die nur wenige Tage leben und wiederum Eier auf die Wirtstiere legen.
Die wirtschaftliche Bedeutung besteht vor allem in Lederschäden („Schusshäute“) und Leistungsminderungen der befallenen Tiere. Auch Todesfälle können auftreten. 

## Nachweis
Der Nachweis kann auch über einen serologischen Test (ELISA) erfolgen.

## Epidemiologie und Bekämpfung
Die Bekämpfung zielt auf die Beseitigung der Larven aus den Tierbeständen und damit auf Unterbrechung des Vermehrungszykluses und die Verhinderung einer Reinfektion durch stumme Parasitenträger. Die Behandlung sollte im Herbst nach dem Weideabtrieb erfolgen, bevor die Larven den Ort ihrer Winterruhe erreichen. Zum Einsatz kommen Avermectine wie Ivermectin.
Es handelt sich um eine Krankheit, die in Deutschland durch staatliche Bekämpfungsmaßnahmen in den Jahren 1933 bis 1967 weitgehend ausgerottet war, aber durch Importe von lebenden Rindern wieder vermehrt auftritt.
In der Schweiz gehört die Hypodermose zu den Tierseuchen der Gruppe 3 (zu bekämpfende Seuchen), sie gilt seit 2002 praktisch als ausgerottet, und tritt nurmehr ganz vereinzelt auf.
In Österreich ist sie anzeigepflichtig.

## Forschungsgeschichte
Eine der Hypodermose vergleichbare Erkrankung wird bereits im Veterinär-Papyrus Kahun LV.2 (ca. 1830 v. Chr.) bei einem Kalb beschrieben. In der griechischen  Antike kannte man bereits den panikauslösenden Effekt von Dasselfliegen und Bremsen. Auch im Antiken Rom waren Dasselfliegen bekannt und wurden als ‚Asilus‘ bezeichnet. Der römische Dichter Vergil (70 bis 19 v. Chr.) beschrieb in seinem landwirtschaftlichen Lehrbuch die „geflügelte Pest“, welche Rinder zu panikartiger Flucht treibt.
J. G. Krünitz beschreibt in seiner Oeconomischen Encyclopädie aus der Aufklärungszeit die Probleme und das Grausen, die von diesen Schädlingen ausgehen:

„Die Brämse ist ein zwar unansehnliches, aber fast für jede Thier≈Gattung fürchterliches Geschöpf. Die Brämsen, die unserm Rindviehe nachstellen, verursachen oft den Häuten großen Schaden. Sie schweben dem Thiere so lange nach, bis sie Gelegenheit gefunden haben, ein Ey auf dasselbe fallen zu lassen. Das Ey hat etwas Kleberiges an sich, hängt sich in die Haare des Thieres an, und glitscht endlich auf die Haut hinab. Hier wird es durch die natürliche Wärme des Thieres ausgebrütet; der Wurm frißt sich in die Haut hinein, und lebt zwischen derselben von den Säften des Thieres, bis er zu einer bräunlichen Puppe (Engerling) wird, aus welchem im folgenden Frühjahre wieder eine Brämse entsteht. Die Haut des Thieres wird von diesem Wurme, wo er sich ansetzt, auf dem ganzen Rücken dermaßen durchlöchert, und voller Narben, daß sie ganz unbrauchbar wird.“